# Thuspeinanta
Thuspeinanta es un género con dos especies de plantas con flores perteneciente a la familia Lamiaceae. es originario del oeste de Asia hasta Pakistán.

## Especies seleccionadas
| - Thuspeinanta brahuica - Thuspeinanta persica |